# Paști

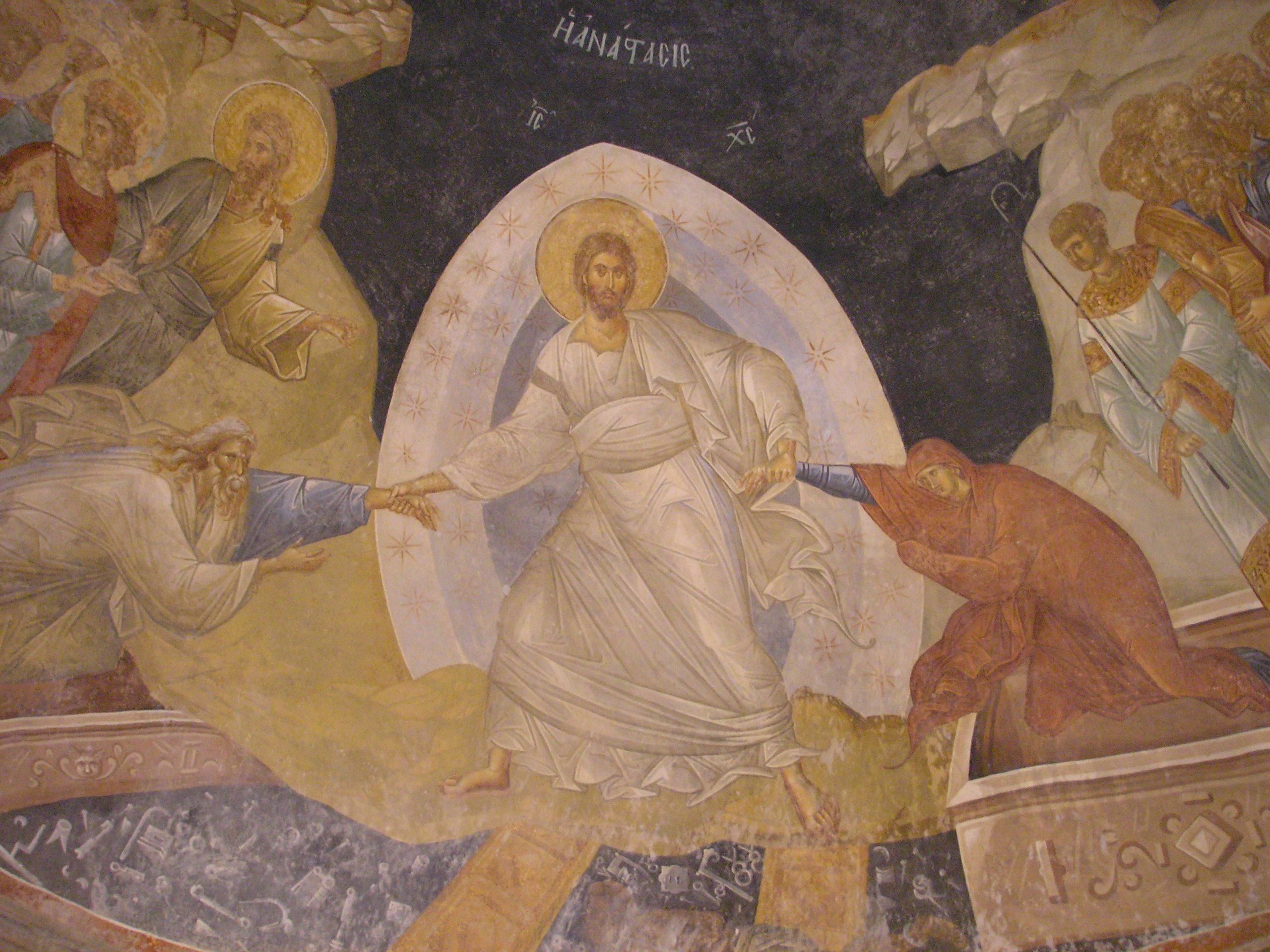
„Învierea Domnului”, frescă bizantină, Biserica Chora, sec. al XIV-lea, Constantinopol

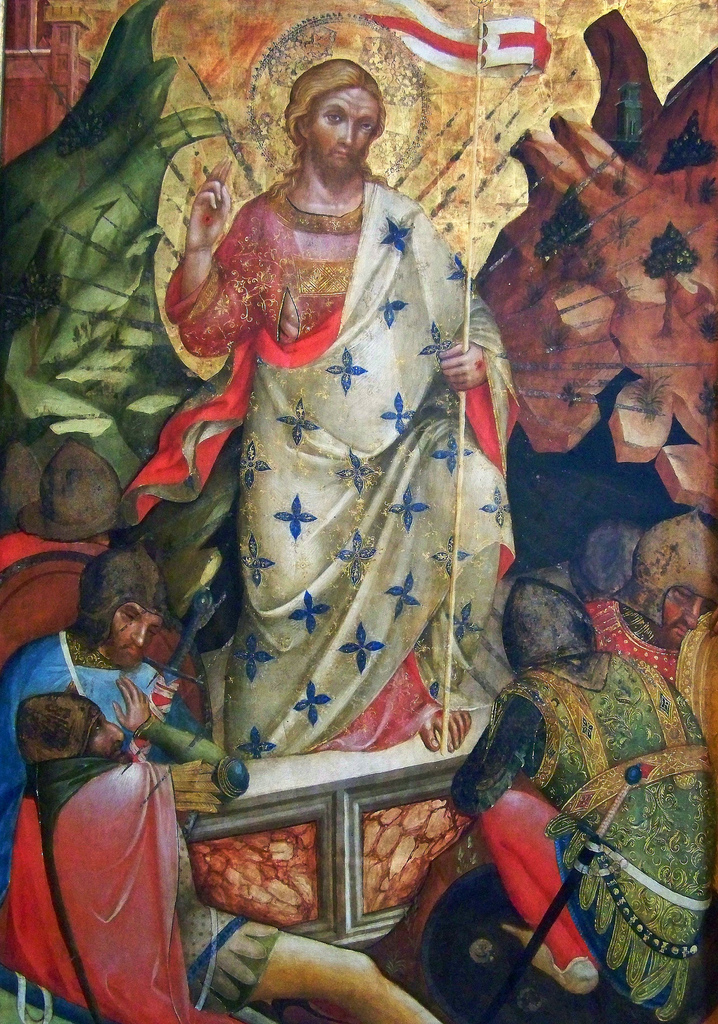
„Învierea Domnului”, Lorenzo Veneziano, sec. al XIII-lea, Milano

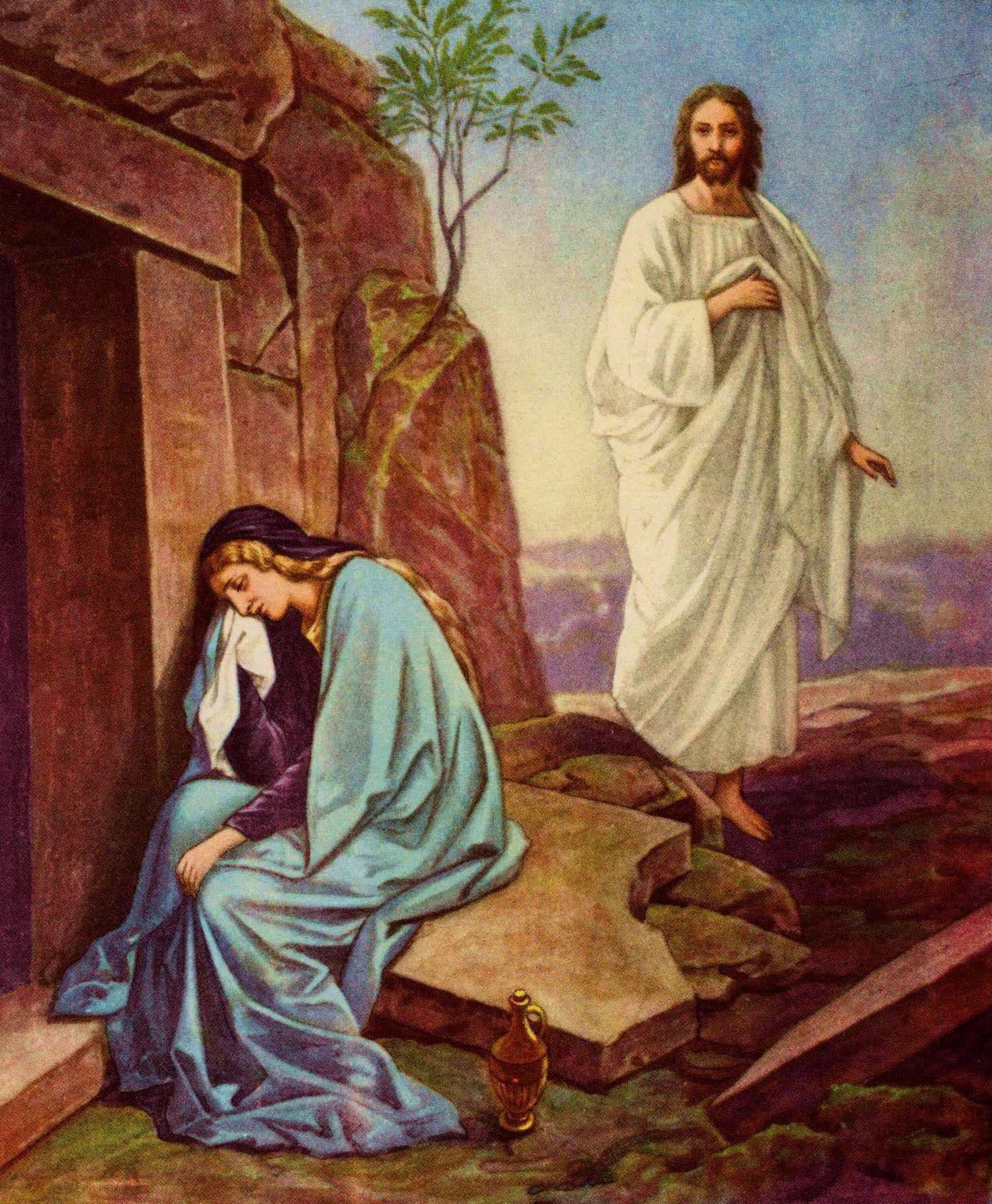
„Învierea Domnului”, Isus din Nazaret și Maria Magdalena, ilustrație dintr-o Biblie din anii 1900

Paștile  sau Paștele (latină pascha; ebraică פסח, pronunțat pessach pentru Paștele evreiesc, ebraică פסחא, în forma aramaică, pronunțată pascha pentru Paștele sau Paștile creștine; greacă Πάσχα) este o sărbătoare religioasă anuală de primăvară cu semnificații diferite, întâlnită în iudaism și creștinism. Unele obiceiuri de Paști se regăsesc, cu semnificație diferită, în Antichitatea anterioară religiilor biblice, atingând astăzi o mare diversitate culturală, în funcție de particularitățile religiei adoptate.

## Etimologie
Cuvântul Paște (plural Paști) provine din latină: pascha (pl. paschæ), care la rândul său derivă din ebraică: Pesaḥ („a trecut”), poate moștenit de evrei de la egipteni. Evreii numesc Paștele (Pesah) — sărbătoarea libertății  sau a azimilor, — sărbătoarea lor anuală în amintirea evenimentelor relatate în Biblie ale trecerii prin Marea Roșie și a eliberării lor din robia Egiptului (Ieșirea XII, 27), care se prăznuiește la 14 Nisan și coincide cu prima lună plină de după echinocțiul de primăvară.
Termenul ebraic de Paști a trecut prin forma lui aramaică - Paskha  פסחא (folosită până azi în ebraică pentru a denumi Paștile creștine) în vocabularul creștin pentru că evenimentele istorice care sunt comemorate în sărbătoarea creștină, adică patimile, moartea și Învierea Domnului au coincis cu Paștele evreilor din anul 33. Obiectul sau motivul Paștilor creștine  a devenit cu totul altul decât al Paștilor evreilor, care fusese la vremea respectivă celebrat de Isus și apostoli, între vechea sărbătoare iudaică și cea creștină nefiind ulterior, după o parte din teologii creștini, altă legătură decât una de nume și de coincidență cronologică.
O altă interpretare, speculativă, bazată pe limbile greacă și latină, și răspândită în secolele trecute la Catolici, a fost aceea de pascha – passione, de la passione – suferință (în greacă πάσχω (páscho – sufăr), πάσχει (páschei – suferă).
Unele limbi germanice numesc această sărbătoare după zeița Eostre:
- germană Ostern (das), germana superioară medievală: ōsteren din vechea germană superioară: ōstarun, ōstarūn (formă la plural)
- engleză Easter, dialect northumbrian: Eostre (În engleza medievală: ester, estre din engleza veche: ēaster, ēastre. Alte denumiri ale Zeiței Mame a fertilității, reînvierii și zorilor: Ostare, Ostara, Ostern, Eostra, Eostre, Eostur, Eastra, Eastur, Austron and Ausos). La greci, zeița era numită Eos iar la romani Aurora.

Ambele denumiri, germană și engleză, provin din rădăcina indo-europeană aus — a străluci

## Paștele evreiesc

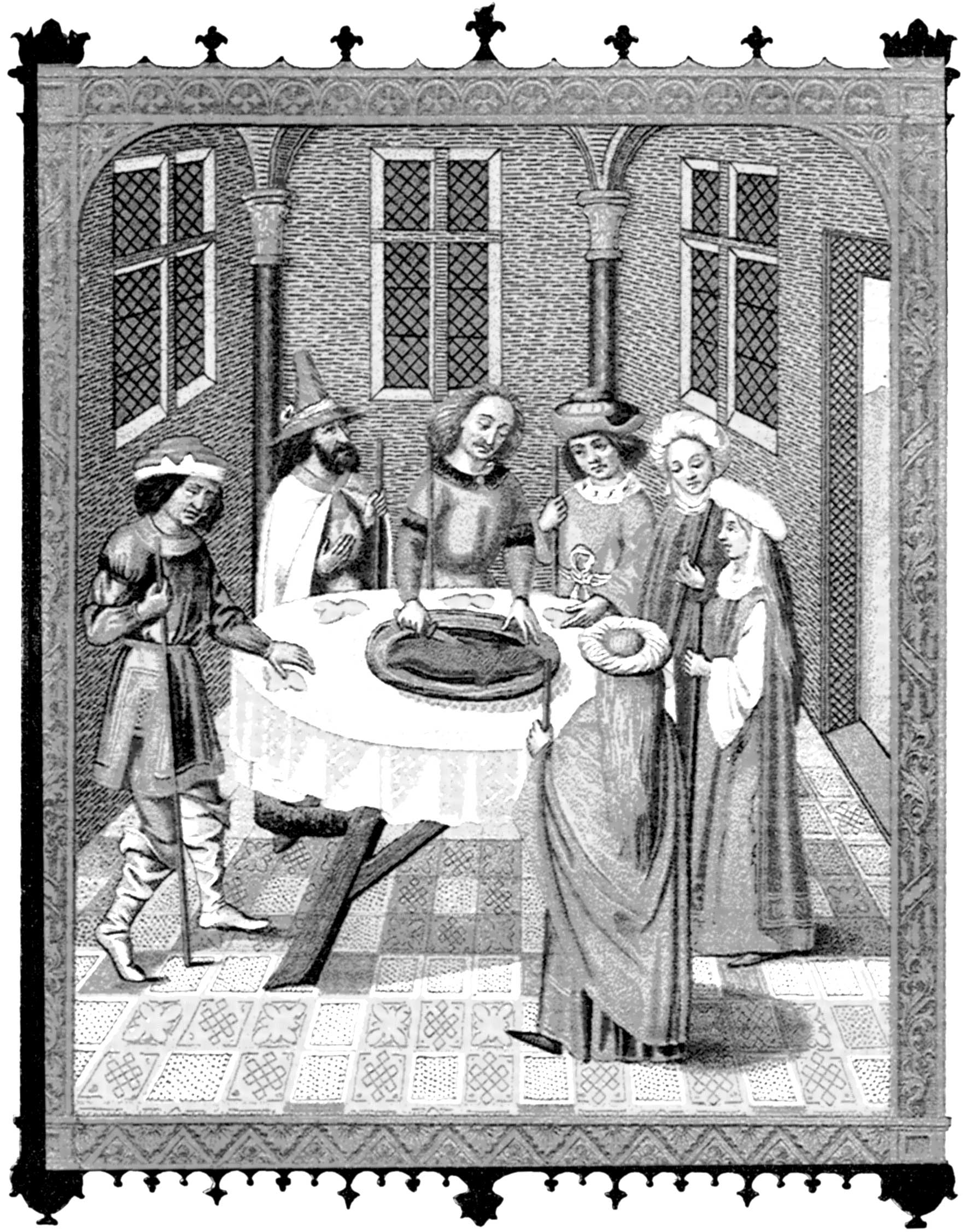
Paștele evreiesc, facsimil al unei miniaturi dintr-o carte de rugăciuni din secolul al XV-lea, ornamentată cu picturi ale Școlii lui Van Eyck

### Semnificație
Pesah (Paștele evreiesc) este o sărbătoare religioasă celebrată de evrei în amintirea eliberării din robia egipteană și ieșirii lor din Egipt (Exodul), sub conducerea lui Moise.

### Vechime istorică
Sărbătoarea Paștelui celebrează evenimentul fondator din relatarea biblică care este eliberarea evreilor din sclavia egipteană. E legat deci de peripețiile Ieșirii (Exodului) și suferințele îndurate de popor în deșert (de unde interdicția pâinii dospite în mesele festive), ca și de întâlnirea lui cu Dumnezeu. Istoric vorbind, sărbătoarea repetă o practică sacrificială uzuală în vechiul Orient, sacrificiu care era modul comun de adorare al unui zeu pentru religiile tribale pre-mozaice și contemporane lui Moise.

### Data de început a Paștelui
Paștele evreiesc este o sărbătoare anuală fixă din calendarul iudaic, care începe în ziua de 14 Nisan. Spre deosebire de Paștile creștine, care încep obligatoriu într-o duminică, data de început a Paștelui evreiesc poate cădea în orice zi a săptămânii. Nisan este a șaptea lună a calendarului evreiesc actual. Calendarul ebraic nu coincide însă cu cel civil universal (care este bazat pe calendarul creștin gregorian). Este de precizat că în calendarul religios evreiesc din Antichitate, luna Nisan, care durează de la luna nouă din martie până la luna nouă din aprilie, după calendarul gregorian), era prima lună a anului, conform poruncii divine:
Luna aceasta va fi pentru voi cea dintâi lună; ea va fi pentru voi cea dintâi lună a anului. (Exodul 12,2).
Conform tradiției ebraice, sărbătoarea Paștelui trebuie să cadă primăvara. Calendarul ebraic este însă un calendar lunar și de aceea, luna Nisan ar trebui să înceapă cu 11 zile mai devreme în fiecare an solar. Pentru ca Nisan și Paștele să cadă primăvara, și nu în alt anotimp, se adaugă câte o lună suplimentară (numită Adar II, Adar Bis și în ebraică Adar-Bet) în anumiți ani. Dintr-un ciclu de nouăsprezece ani, anii 3, 6, 8, 11, 14, 17 și 19 au câte 13 luni lunare, în loc de 12 luni. Acest calendar stabil, folosit și în prezent, a fost introdus în secolul al IV-lea, pentru a se asigura corelarea cu calendarul solar și anotimpurile.
Conform cu calendarul ebraic: și conform poruncii lui Dumnezeu, dar, Praznicul Paști cade în luna "Nisan" (Berbec) denumită în cartea lui Moise "Aviv" (Spic) între 15–21.
Conform cu  cadența datelor pe calendarul gregorian în diaspora evreiască:
- (15 Nisan, 5780): 2020. Miercuri Aprilie 8–16 la asfințit
- (15 Nisan, 5781): 2021. Duminică, 27 Martie–31 la asfințit
- (15 Nisan, 5782): 2022. Vineri, 15 Aprilie–23 la asfințit
- (15 Nisan, 5783): 2023. Miercuri, 05 Aprilie–13 la asfințit
- (15 Nisan, 5784): 2024. Luni, 22 Aprilie–30 la asfințit
- (15 Nisan, 5785): 2025. Sâmbătă, 12 Aprilie–20 la asfințit
- (15 Nisan, 5786): 2026. Miercuri, 01 Aprilie–09 la asfințit
- (15 Nisan, 5787): 2027. Miercuri, 21 Aprilie–29 la asfințit
- (15 Nisan, 5788): 2028. Luni, 10 Aprilie–18 la asfințit

### Durata
Paștele se celebrează timp de opt zile, în perioada 15-22 Nisan în Israel. Dintre acestea primele și ultimele două zile, la evreii din Diaspora impun respectarea strictă a regulilor religioase asemănătoare cu cele ale Sâmbetei. La evreii din Israel acest lucru se aplică numai în prima și ultima zi de Pesah.

### Cronologia Paștelui evreiesc
Intrarea evreilor în Pesah este marcată printr-o cină rituală, cina pascală numită Seder (in ebraică - „ordine”) cu un tipic deosebit, cu prilejul căreia comesenii citesc cartea Hagadá centrată pe dezbaterea semnificației ieșirii evreilor din robia egipteană, așa cum este ea relatată în Biblie.
Această cină rituală a fost la vremea ei sărbătorită și de Isus, apostoli și primii creștini.

## Paștile creștine

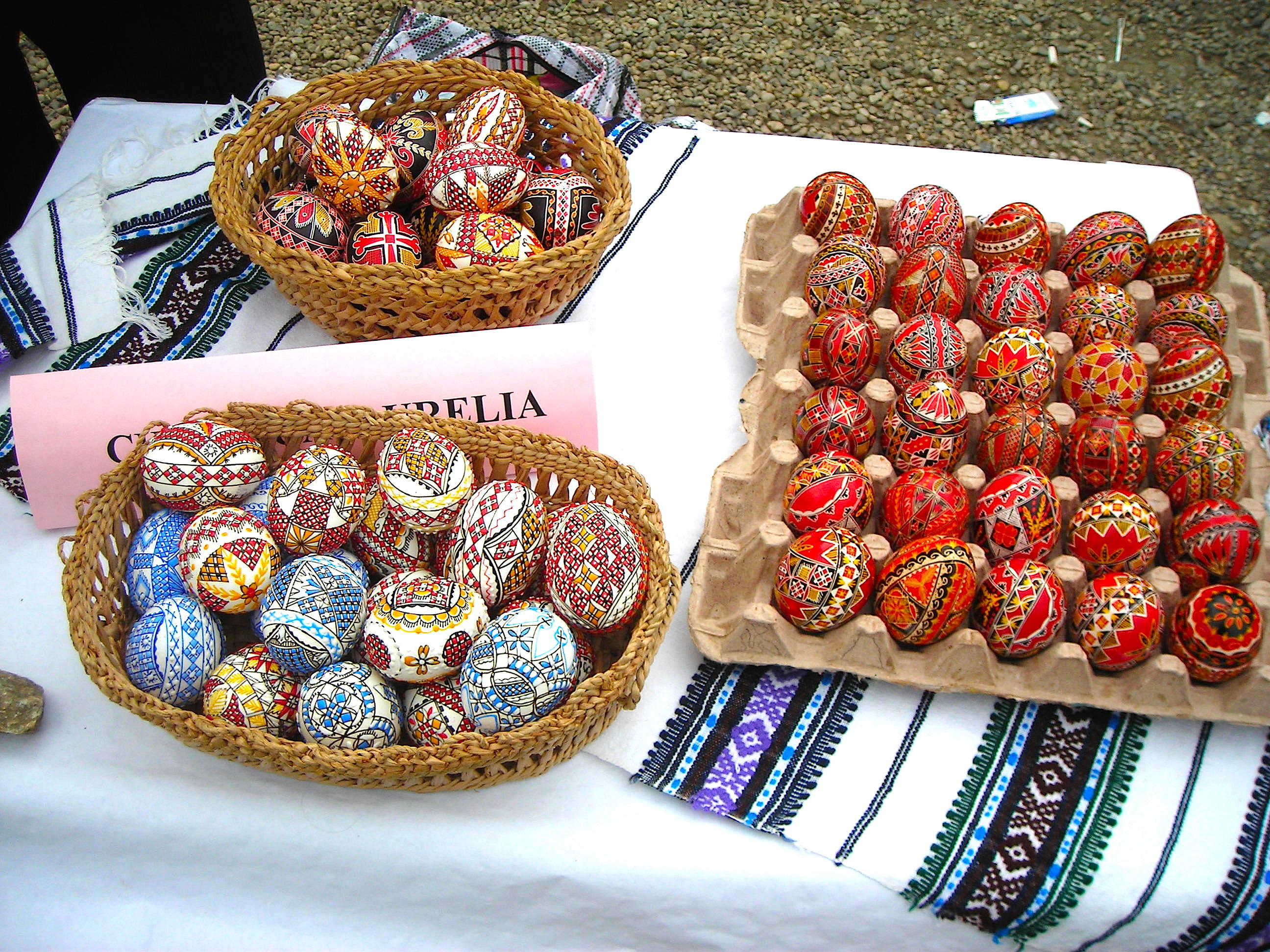
Ouă tradiționale împistrite din Bucovina

| An   | Occidental | Oriental   |
| ---- | ---------- | ---------- |
| 2005 | 27 martie  | 1 mai      |
| 2006 | 16 aprilie | 23 aprilie |
| 2007 | 8 aprilie  | 8 aprilie  |
| 2008 | 23 martie  | 27 aprilie |
| 2009 | 12 aprilie | 19 aprilie |
| 2010 | 4 aprilie  | 4 aprilie  |
| 2011 | 24 aprilie | 24 aprilie |
| 2012 | 8 aprilie  | 15 aprilie |
| 2013 | 31 martie  | 5 mai      |
| 2014 | 20 aprilie | 20 aprilie |
| 2015 | 5 aprilie  | 12 aprilie |
| 2016 | 27 martie  | 1 mai      |
| 2017 | 16 aprilie | 16 aprilie |
| 2018 | 1 aprilie  | 8 aprilie  |
| 2019 | 21 aprilie | 28 aprilie |
| 2020 | 12 aprilie | 19 aprilie |
| 2021 | 4 aprilie  | 2 mai      |
| 2022 | 17 aprilie | 24 aprilie |
| 2023 | 9 aprilie  | 16 aprilie |
| 2024 | 31 martie  | 5 mai      |
| 2025 | 20 aprilie | 20 aprilie |
| 2026 | 5 aprilie  | 12 aprilie |
| 2027 | 28 martie  | 2 mai      |
| 2028 | 16 aprilie | 16 aprilie |
| 2029 | 1 aprilie  | 8 aprilie  |
| 2030 | 21 aprilie | 28 aprilie |
| 2031 | 13 aprilie | 13 aprilie |
| 2032 | 28 martie  | 2 mai      |
| 2033 | 17 aprilie | 24 aprilie |
| 2034 | 9 aprilie  | 9 aprilie  |
| 2035 | 25 martie  | 29 aprilie |
| 2036 | 13 aprilie | 20 aprilie |
| 2037 | 5 aprilie  | 5 aprilie  |
| 2038 | 25 aprilie | 25 aprilie |
| 2039 | 10 aprilie | 17 aprilie |
| 2040 | 1 aprilie  | 6 mai      |
| 2041 | 21 aprilie | 21 aprilie |
| 2042 | 6 aprilie  | 13 aprilie |
| 2043 | 29 martie  | 3 mai      |
| 2044 | 17 aprilie | 24 aprilie |
| 2045 | 9 aprilie  | 9 aprilie  |

### Semnificație

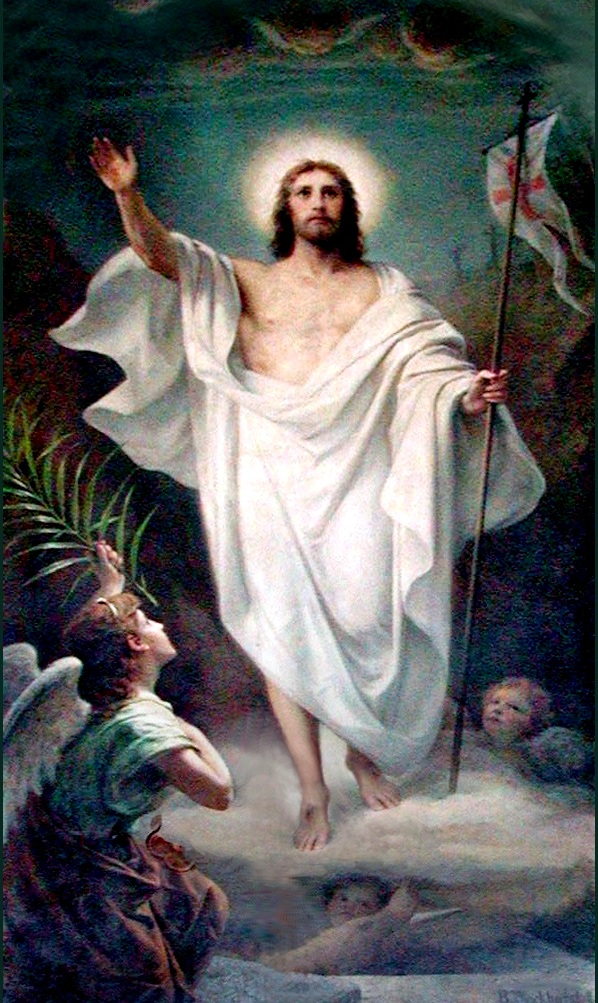
Victorie asupra mormântului, de Bernard Plockhorst

Paștile reprezintă una dintre cele mai importante sărbători anuale creștine, care comemorează evenimentul fundamental al creștinismului, Învierea lui Iisus Hristos, considerat Fiul lui Dumnezeu în religiile creștine, în a treia zi după răstignirea Sa din Vinerea Mare. Există unele culte creștine care nu sărbătoresc Paștile.
Noul Testament leagă Cina cea de taină și răstignirea lui Iisus de Paștele evreiesc și exodul din Egipt. Iisus s-a pregătit pe el însuși și pe discipolii săi pentru moartea sa în timpul Cinei, dând mesei de Paștele evreiesc un nou înțeles. El a identificat pâinea ca simbolizând corpul său care va fi sacrificat curând, iar vinul - sângele său care urma să fie vărsat. În Întâia epistolă către corinteni a Sfântului Apostol Pavel, capitolul 5, el spune: “Curățiți aluatul cel vechi, ca să fiți frământătură nouă, precum și sunteți fără aluat; căci Paștile nostru Hristos s-a jertfit pentru noi.“, făcând referire la tradițiile Paștelui evreiesc și identificându-se cu mielul pascal.
O interpretare în Evanghelia după Ioan este că Isus din Nazaret, ca miel pascal, a fost răstignit aproape în același timp cu sacrificul ritual al mieilor în templu, în după-amiaza celei de a 14-a zi de Nisan. Această interpretare este inconsistentă cu cronologia din Evangheliile sinoptice. Se presupune că „pregătirea Paștelui” din Evanghelia după Ioan, cap. 19, se referă literar la cea de a 14-a zi de Nisan, ziua pregătitoare pentru Paște, și nu în mod necesar la ziua de vineri, ziua pregătitoare pentru sabat și că „mâncarea de Paște” din Evanghelia după Ioan, capitolul 18, se referă la mâncarea mielului pascal, și nu la mâncarea niciunuia din sacrificiile făcute pe perioada Zilelor Pâinii Nedospite.

### Modul de calcul al datei sărbătorii Paștelui creștin
Data celebrării Paștilor are la bază două fenomene astronomice: echinocțiul de primăvară și mișcarea de rotație a Lunii în jurul Pământului. Astfel, Paștile se serbează în duminica imediat următoare primei Luni pline după echinocțiul de primăvară.

### Cronologia sărbătorilor pascale
Sărbătoarea Paștilor este precedată de o lungă perioadă de post, în care se comemorează evenimentele premergătoare Învierii Domnului. Ultima săptămână din Postul Mare, numită Săptămâna Patimilor, începe în Duminica Floriilor, când se sărbătorește intrarea în Ierusalim a lui Isus Hristos și se sfârșește în Sâmbăta Mare. Este săptămâna în care sunt comemorate patimile lui Iisus, răstignirea și moartea Sa din Vinerea Mare.

### Obiceiuri de Paști
- Cel mai răspândit obicei creștin de Paști este vopsirea de ouă roșii, a căror prezență este obligatorie pe masa de Paști, deși în prezent se vopsesc ouă și de alte culori (verzi, albastre, galbene etc.). În folclorul românesc există mai multe legende creștine care explică de ce se înroșesc ouă de Paști și de ce ele au devenit simbolul sărbatorii Învierii Domnului. Una dintre ele relatează că Maica Domnului, care venise să-și plângă fiul răstignit, a așezat coșul cu ouă lângă cruce și acestea au fost înroșite de sângele care picura din rănile lui Iisus.[10]
- Cu ocazia sărbătorilor Pascale gospodinele prepară și alte mâncăruri tradiționale: pască, cozonac, drob.
- În câteva sate făgărășene, în Lunea Luminată[11] se sărbătorește cel mai harnic fecior din sat, prin obiceiul agrar Plugarul.

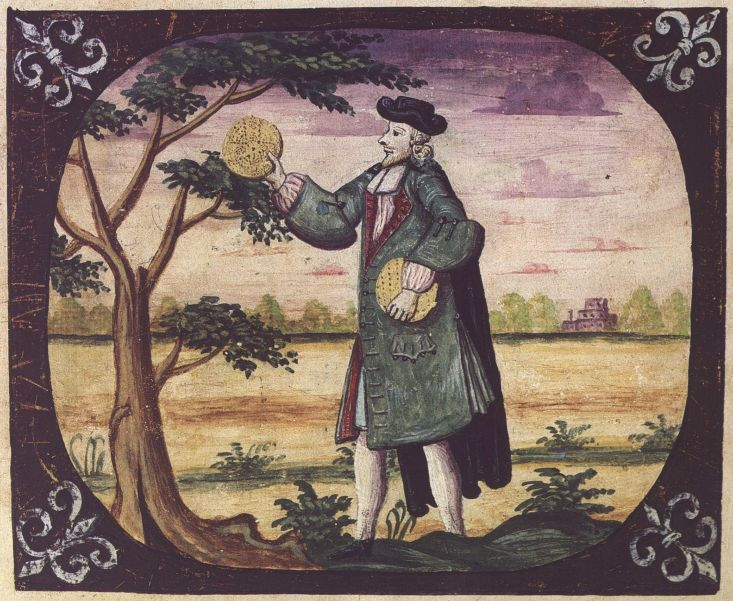
„Bărbat ținând în mână pască”, ilustrație din The Copenhagen haggadá, autor Philip Isac Levy, Hamburg/Altona, 1739

- Bătrânii spun că din primul ou ciocnit în ziua de Paști trebuie să mănânce toți membrii familiei, pentru a fi întotdeauna împreună;
- Dacă ai ciocnit un ou cu două gălbenușuri în prima zi de Paști, pregătește-te de nuntă. O vorbă veche din bătrâni spune că ai să te însori foarte curând;[12]
- În mai multe sate din Moldova, tradiția cere să ne spălăm pe față cu apa dintr-un vas în care au fost puse flori, bani și un ou roșu. Se zice că astfel vom fi rumeni precum oul roșu, bogați și sănătoși. Potrivit aceluiași obicei, cel care se spală ultimul din acest vas ia banii;
- Bucovinenii ciocnesc ouăle încondeiate „cap cu cap” în prima zi de Paști. Abia din a doua zi ei le ciocnesc și „dos cu dos”.[13]
- În unele sate moldovenești se spune că cel al cărui ou nu se sparge de Paști își va găsi sfârșitul înaintea celuilalt. Pe de altă parte, dacă spargi oul, vei fi voinic tot anul;[14]
- O altă tradiție de pe malurile Prutului cere ca oul de Paști să fie mâncat, iar cojile să fie aruncate neapărat pe drum;
- În Bucovina, fetele tinere merg la biserică în noaptea de Înviere și spală limba clopotului cu apă neîncepută. Apoi, în zori, fetele se spală pe față cu această apă fiindcă astfel le-ar face mai atrăgătoare pentru flăcăii din sat;
- În mai multe zone din Moldova oamenii pun dimineața un ou roșu și unul alb într-un vas cu apă. Apoi se spală cu apa acea se dau pe obraji cu cele două ouă, lăsând apoi câte o monedă în acel vas. Cei care fac astfel vor avea obrajii rumeni și pielea albă precum cele două ouă, tot anul;
- La întoarcerea acasă, cel care aduce Lumina Sfântă de la slujba de Înviere trebuie să facă o cruce din fum pe grinda ușii, pentru ca toată gospodăria să fie protejată de rele;
- În multe sate din dreapta Prutului, tinerii iau toaca din biserică și o duc în cimitir, unde trebuie să o păzească. Dacă aceasta e furată, trebuie să dea o petrecere în cinstea hoților.
- În unele localități de munte din Vrancea, există tradiții numite „vălăritul”,  „scrânciobul” sau suratele[15]

### Culte creștine care nu sărbătoresc Paștile
Anumite culte creștine, deși având la bază aceleași credințe religioase, nu consideră sărbătoarea de Paști relevantă, printre acestea fiind Adventiștii de Ziua a Șaptea care celebrează Cina Domnului - o amintire a morții și învierii Domnului Isus până va veni El (1Corinteni 11:26), așa cum a fost instituită de Însuși Domnul Isus. Martorii lui Iehova comemorează doar moartea lui Isus Cristos, însă nu sărbătoresc Învierea Sa deoarece ei urmează porunca biblică dată de însuși Isus de a-i comemora moartea.